# Marcello Stefanini
Marcello Stefanini (Comunanza, 11 gennaio 1938 – Pesaro, 29 dicembre 1994) è stato un politico italiano.

## Biografia
Nasce a Comunanza (Ascoli Piceno) il 11 gennaio 1938
laureato in Agraria. Dal 1965 consigliere e assessore comunale di Pesaro, è stato sindaco dal 1970 al 1978 per il Partito comunista italiano, da quell'anno diviene segretario regionale delle Marche. Nel 1980 è eletto consigliere regionale. Nel 1987 è eletto deputato alla Camera per il PCI nel collegio di Ancona . Diviene membro della segreteria nazionale del partito e Tesoriere nazionale nel 1990.
Nel 1992 diviene senatore per il PDS . Il 29 dicembre 1994 muore improvvisamente per un'emorragia cerebrale.